# Legislatura de la provincia de Tierra del Fuego, Antártida e Islas del Atlántico Sur
La Legislatura de la provincia de Tierra del Fuego, Antártida e Islas del Atlántico Sur es el órgano oficial encargado de ejercer el poder legislativo de la provincia de Tierra del Fuego, Antártida e Islas del Atlántico Sur. Tiene su sede en la ciudad de Ushuaia, capital de la provincia, y es presidida por el vicegobernador.
Su origen se encuentra en la Constitución Provincial, en la Segunda Parte (Autoridades de la provincia), Título I (Gobierno provincial), Sección Primera (Poder Legislativo).

## Historia

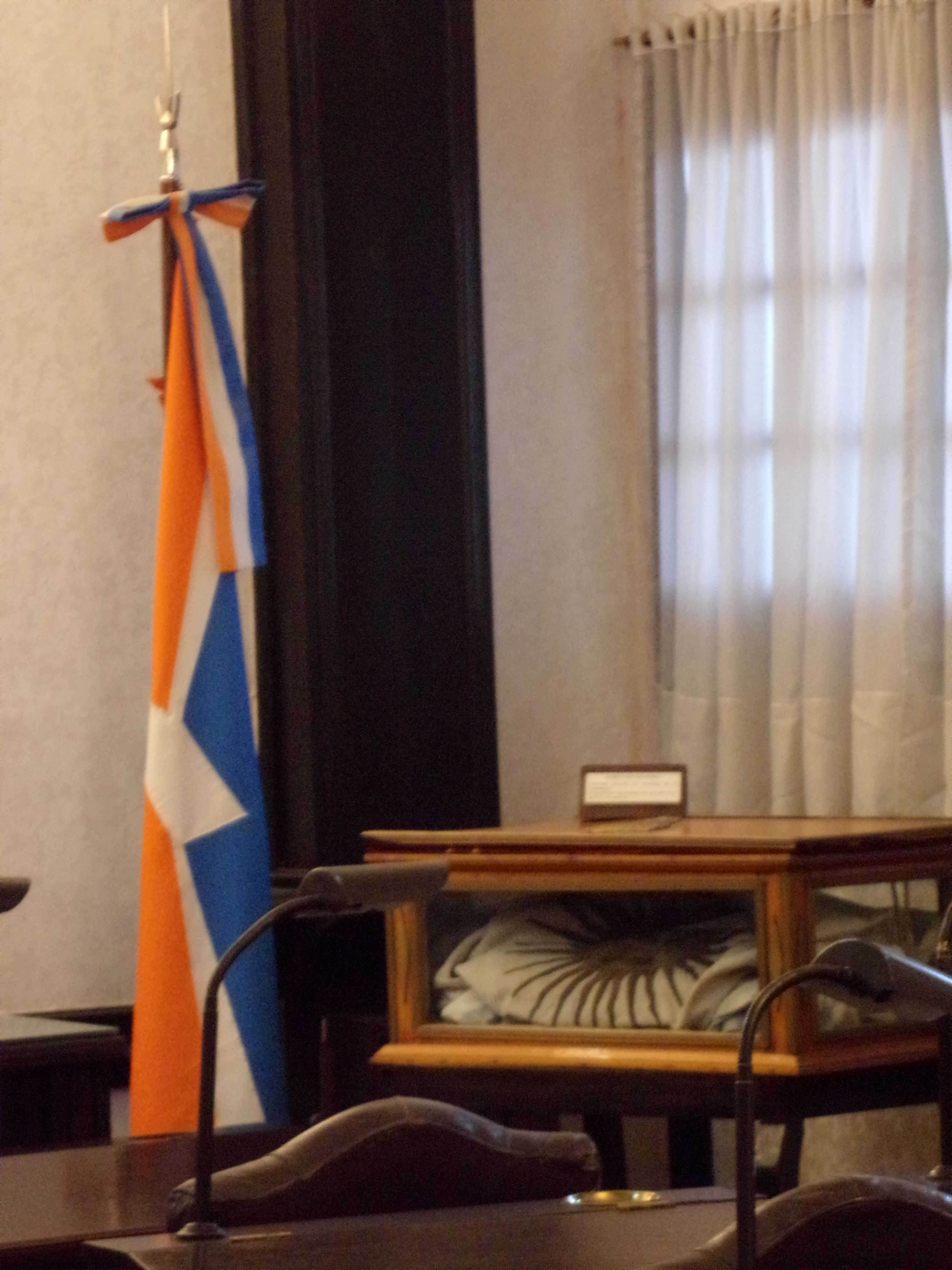
Bandera de Tierra del Fuego en la antigua sede.

El Territorio Nacional de la Tierra del Fuego, Antártida e Islas del Atlántico Sur se estableció, durante la presidencia de facto de Pedro Eugenio Aramburu, a través del Decreto Ley n.° 2.191 de 1957, que en su artículo n.° 15 establecía que se crearía una Legislatura local cuando la cantidad de ciudadanos inscriptos en el Registro Nacional de Electores en Tierra del Fuego superara los tres mil. En 1972 el número de electores superaba esta cifra, pero el Poder Ejecutivo Nacional suspendió el establecimiento de la Legislatura mediante la Ley n.° 19.970; por este motivo las primeras leyes de Tierra del Fuego -hasta la Ley n.° 215- fueron sancionadas y promulgadas por el Gobernador, en ejercicio de las facultades que le confería la ley n.° 19.019 y el Decreto Nacional n.° 717 de 1971.
En 1983 se concretó la instalación de la Honorable Legislatura del Territorio Nacional de la Tierra del Fuego, Antártida e Islas del Atlántico Sur mediante la Ley n.º 22.847 de Convocatoria Electoral. El Poder Ejecutivo Nacional, a través del Decreto n.º 1255 del 21 de julio de 1983, convocó a elecciones para el 30 de octubre de 1983 en las que se elegirían a los quince miembros de la Legislatura Territorial. La primera ley sancionada por los legisladores fueguinos fue la ley n.º 216 (Ministerios) el 2 de febrero de 1984; durante los siguientes ocho períodos legislativos se sancionaron en total doscientas ochenta y tres leyes. 
El 26 de abril de 1990 se sancionó la ley de provincialización del Territorio de Tierra del Fuego (Ley n.º 23.775) y el 17 de mayo de 1991 se sancionó y promulgó la Constitución de la provincia, que en su segunda parte establece la conformación de los poderes del estado provincial, entre ellos, la Legislatura.
El 24 de julio de 1991 se convocó a elecciones de autoridades provinciales, en las que resultaron elegidos los quince primeros legisladores provinciales. El 17 de diciembre de 1991 se constituyó la Legislatura Provincial. La Ley n.° 1 fue sancionada el 19 de febrero de 1992, promulgada dos días después por Decreto Provincial n.° 211 y publicada en el Boletín Oficial de la Provincia el día 26 del mismo mes. Hasta el 22 de agosto de 2013 se sancionaron, promulgaron y publicaron 947 leyes.
La sede de la legislatura, desde 1983 hasta 2002 fue en la Ex Casa de Gobierno de Tierra del Fuego, actual anexo del Museo del Fin del Mundo.

## Organización

### Integración
El artículo n.° 89 de la Constitución fueguina determina que la Legislatura estará integrada por quince legisladores elegidos por el pueblo de manera directa; y que cuando la población supere la cantidad de 150 000 habitantes se podrá incrementar la cantidad de legisladores a razón de uno por cada 10 000 habitantes con un tope máximo de veinticinco legisladores en total. El período de los mandatos será de cuatro años, con posibilidad de reelección.

### Requisitos
El artículo n.° 91 determina que los requisitos para ser nombrado legislador provincial son los siguientes: ser argentino nativo o por opción, o naturalizado con diez años de ejercicio de la ciudadanía, ser mayor de veinticinco años y haber residido en la provincia de manera continua durante los últimos cinco años.
El legislador no puede tener otros cargos electivos, con excepción del de Convencional Constituyente o Municipal; no puede desempeñarse en otro empleo, excepto el que tenga que ver con la docencia; no puede fungir como director, representante o asesor de empresas que el Estado contrate ni ejercer funciones directivas en entidades gremiales o sectoriales.

### Sesiones
Desde el 1 de marzo hasta el 15 de diciembre de cada año la Legislatura realizará sesiones ordinarias en la sede o fuera de ella pero dentro del territorio de la provincia. El Poder Ejecutivo provincial o la Comisión Legislativa de Receso podrán convocar a los legisladores a celebrar sesiones extraordinarias. También por petición de por lo menos un tercio de los miembros.

### Cuórum
El cuórum se logra con la presencia de los quince legisladores. Si transcurrida una hora del inicio de la sesión no hay cuórum, se tratarán los temas de la orden del día tomando decisiones los legisladores presentes cualquiera sea su número; para votar una Ley no habiendo alcanzado el cuórum, deberá realizarse una segunda sesión al día siguiente de tratar el tema, ocasión en la que se votará con los legisladores presentes aunque no se hayan presentado todos.

### Comisión legislativa de receso
La Legislatura debe designar, antes de entrar en receso, una comisión para que continúe con la actividad administrativa, tomando nota de los asuntos que se presenten. Esta comisión puede convocar a sesiones extraordinarias.

## Composición

### 2023-2027
| Legisladores                   | Bloque | Bloque                      |
| ------------------------------ | ------ | --------------------------- |
| María Laura Colazo             |        | Partido Verde               |
| Agustín Pedro Coto             |        | La Libertad Avanza          |
| Gisela Romina Dos Santos       |        | Sumemos Tolhuin             |
| Virgilio Tomás García          |        | Partido Justicialista       |
| Natalia Belén Graciania Flores |        | La Libertad Avanza          |
| Federico Jorge Greve           |        | FORJA                       |
| Juan Matías Lapadula           |        | Provincia Grande            |
| Jorge Andrés Lechman           |        | Somos Fueguinos             |
| Damian Löffler                 |        | Movimiento Popular Fueguino |
| Myriam Noemí Martínez          |        | FORJA                       |
| Juan Carlos Pino               |        | Partido Justicialista       |
| Federico Sciurano              |        | FORJA                       |
| Pablo Gustavo Villegas         |        | Movimiento Popular Fueguino |
| Raúl Homero Von Der Thusen     |        | Somos Fueguinos             |
| María Victoria Vuoto           |        | Partido Justicialista       |

## Composición histórica

### 2019-2023
| 2019-2023                       | 2019-2023 | 2019-2023                               |
| Legisladores                    | Bloque    | Bloque                                  |
| ------------------------------- | --------- | --------------------------------------- |
| Mónica Mabel Acosta             |           | FORJA                                   |
| Federico Ricardo Bilota Ivandic |           | Justicialista Provincial                |
| María Laura Colazo              |           | Partido Verde                           |
| Mario Jorge Colazo              |           | Partido Verde                           |
| Andrea Graciela Freites         |           | Frente de Todos - Partido Justicialista |
| Ricardo Humberto Furlán         |           | Justicialista Provincial                |
| Federico Jorge Greve            |           | FORJA                                   |
| Damian Löffler                  |           | Movimiento Popular Fueguino             |
| Allende Liliana Martínez        |           | Unión Cívica Radical                    |
| Myriam Noemí Martínez           |           | Frente de Todos - Partido Justicialista |
| Pablo Daniel Rivarola           |           | FORJA                                   |
| Federico Sciurano               |           | Unión Cívica Radical                    |
| Emmanuel Trentino               |           | FORJA                                   |
| Pablo Gustavo Villegas          |           | Movimiento Popular Fueguino             |
| María Victoria Vuoto            |           | Partido Verde                           |

### 2015-2019
| 2015-2019                       | 2015-2019 | 2015-2019                   |
| Legisladores                    | Bloque    | Bloque                      |
| ------------------------------- | --------- | --------------------------- |
| Federico Ricardo Bilota Ivandic |           | Frente para la Victoria     |
| Pablo Daniel Blanco             |           | Unión Cívica Radical        |
| Cristina Ester Boyadjián        |           | Movimiento Popular Fueguino |
| Angelina Noelia Carrasco        |           | Frente para la Victoria     |
| Andrea Graciela Freites         |           | Frente para la Victoria     |
| Ricardo Humberto Furlán         |           | Frente para la Victoria     |
| Marcela Rosa Gómez              |           | Frente para la Victoria     |
| Claudio Daniel Harrington       |           | Frente para la Victoria     |
| Damián Löffler                  |           | Movimiento Popular Fueguino |
| Myriam Noemí Martínez           |           | Frente para la Victoria     |
| Liliana Martínez Allende        |           | Unión Cívica Radical        |
| Ricardo Andrés Romano           |           | Frente para la Victoria     |
| Oscar Hugo Rubinos              |           | Unión Cívica Radical        |
| Mónica Susana Urquiza           |           | Movimiento Popular Fueguino |
| Pablo Gustavo Villegas          |           | Movimiento Popular Fueguino |

### 2011-2015
Tres escaños corresponden a la Unión Cívica Radical (UCR); tres al Movimiento Popular Fueguino (MPF); tres al Frente para la Victoria (FPV); dos al Partido Social Patagónico (PSP); dos al Partido Justicialista (PJ); uno al Partido Patagónico Popular (PPP); y uno al Partido Popular (PP).

### 2007-2011
Seis escaños fueron ocupados por representantes del partido Afirmación para una República Igualitaria (ARI); cuatro del Frente para la Victoria; tres del Movimiento Popular Fueguino; uno de la Unión Cívica Radical; y uno del Movimiento Obrero.